# Straßenradsport-Weltmeisterschaften 1986
Die Straßenradsport-Weltmeisterschaften 1986 fanden vom 27. August bis 7. September in der US-amerikanischen Stadt Colorado Springs statt.

## Ergebnisse

### Profis
| Platz | Athlet                | Land | Zeit              |
| ----- | --------------------- | ---- | ----------------- |
| 1     | Moreno Argentin       | ITA  | 6:32:38 h         |
| 2     | Charly Mottet         | FRA  | + 0:01 min        |
| 3     | Giuseppe Saronni      | ITA  | + 0:09 min        |
| 4     | Juan Fernández Martín | ESP  | alle gleiche Zeit |
| 5     | Sean Kelly            | IRL  | alle gleiche Zeit |
| 6     | Alfonso Gutiérrez     | ESP  | alle gleiche Zeit |
| 7     | Greg LeMond           | USA  | alle gleiche Zeit |
| 8     | Jesper Worre          | DEN  | alle gleiche Zeit |
| 9     | Ludo Peeters          | BEL  | alle gleiche Zeit |
| 10    | Federico Echave       | ESP  | alle gleiche Zeit |
| 11    | Peio Ruiz Cabestany   | ESP  | alle gleiche Zeit |
| 12    | Jesús Blanco Villar   | ESP  | alle gleiche Zeit |
| 13    | Nico Verhoeven        | NED  | alle gleiche Zeit |

| Platz | Athlet                     | Land | Zeit              |
| ----- | -------------------------- | ---- | ----------------- |
| 14    | Guido Bontempi             | ITA  | + 0:09 min        |
| 15    | Claude Criquielion         | BEL  | alle gleiche Zeit |
| 16    | Marc Sergeant              | BEL  | alle gleiche Zeit |
| 17    | Jean-Philippe Vandenbrande | BEL  | alle gleiche Zeit |
| 18    | Phil Anderson              | AUS  | alle gleiche Zeit |
| 19    | Álvaro Pino                | ESP  | alle gleiche Zeit |
| 20    | Godi Schmutz               | SUI  | alle gleiche Zeit |
| 0 …   |                            |      | alle gleiche Zeit |
| 70    | Reimund Dietzen            | GER  | alle gleiche Zeit |
| 75    | Rolf Gölz                  | GER  | + 1:32 min        |
| 80    | Jörg Müller                | GER  | + 2:53 min        |
| 0 …   |                            |      |                   |
| 87    | Joël Pelier                | FRA  | + 6:47 min        |

### Amateure
| Platz | Land        | Athleten                                                   | Zeit (h) |
| ----- | ----------- | ---------------------------------------------------------- | -------- |
| 1     | Niederlande | Tom Cordes, Rob Harmeling John Talen, Gerrit de Vries      | 2:00:10  |
| 2     | Italien     | Massimo Podenzana, Eros Poli Mario Scirea, Flavio Vanzella | 2:01:48  |
| 3     | DDR         | Uwe Ampler, Mario Kummer Uwe Raab, Dan Radtke              | 2:02:47  |

| Platz | Athlet     | Land | Zeit (h) |
| ----- | ---------- | ---- | -------- |
| 1     | Uwe Ampler | DDR  | 4:14:48  |
| 2     | John Talen | NED  |          |
| 3     | Arjan Jagt | NED  |          |

### Frauen
| Platz | Athletinnen            | Land | Zeit (h) |
| ----- | ---------------------- | ---- | -------- |
| 1     | Jeannie Longo-Ciprelli | FRA  | 1:38:56  |
| 2     | Janelle Parks          | USA  | 1:39:06  |
| 3     | Alla Jakowlewa         | URS  | 1:39:06  |

## Medaillenspiegel
| Platz | Land               | Gold | Silber | Bronze | Gesamt |
| ----- | ------------------ | ---- | ------ | ------ | ------ |
| 1     | Italien            | 1    | 1      | 1      | 3      |
| 1     | Niederlande        | 1    | 1      | 1      | 3      |
| 3     | Frankreich         | 1    | 1      | 0      | 2      |
| 4     | DDR                | 1    | 0      | 1      | 2      |
| 5     | Vereinigte Staaten | 0    | 1      | 0      | 1      |
| 6     | Sowjetunion        | 0    | 0      | 1      | 1      |
| Total | Total              | 4    | 4      | 4      | 12     |